# サン・ミケーレ島

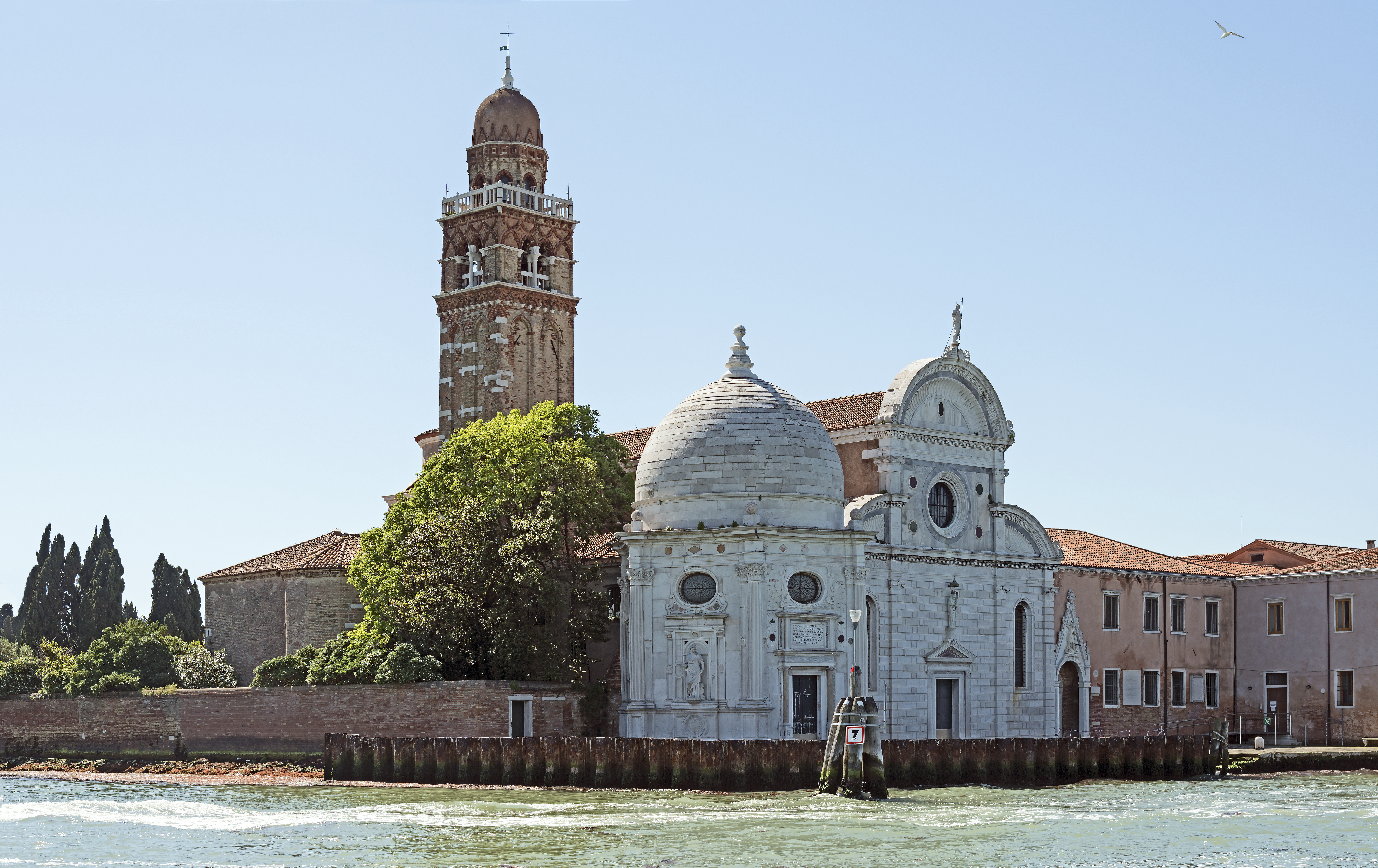
教会

サン・ミケーレ島 (サン・ミケーレとう、San Michele) は、イタリア北東部ヴェネツィアの潟に浮かぶ島で、ヴェネツィアの墓地となっている。
1837年衛生上の理由により、町に墓地を設置する際にサン・ミケーレ(San Michele) とサン・クリストーフォロ・デッラ・パーチェ (San Cristoforo della pace) の二つの島を分けていた小さな運河を埋め立て一つに造成された。
あらかじめ、墓地は小さな墓にされて大部分は教会の近くに置かれた。
二つの島の間を分けていた運河は非常に細かったため、結合は難しくなかった。
サン・ミケーレ島には、建築家マウロ・コドゥッチの設計で1469年から建設され始めたサン・ミケーレ・イニーゾラ教会がある。最初の外装はイストリア産大理石であった。
ヴァポレットの停留所はちょうどこの教会の前にある
逆にサン・クリストーフォロ教会は墓地の中にある。とても小さくとても美しい教会である。
墓地はユダヤ教、カトリック、正教会、プロテスタントなど故人の各宗派別に分れている。
ここには、エズラ・パウンド(1885年 - 1972年)、ヨシフ・ブロツキー(1940年 - 1996年)、セルゲイ・ディアギレフ(1872年 - 1929年)、イーゴリ・ストラヴィンスキー、エレニオ・エレーラ(1916年 - 1997年)、アレックス・ランドルフ(1922年 - 2004年)達の遺体が眠っている。